# Phật Tỳ-xá-phù
Đức Phật Tỳ Xá Phù (s: Viśvabhū-buddha, p: Vessabhū-buddha) với Tỳ Xá Phù có nghĩa là: Nhất Thiết Hữu (一切有), Nhất Thiết Thắng (一切勝), Biến Hiện (遍現), Biến Thắng (遍勝), Quảng Sanh (廣生), Thắng Tôn (勝尊), v.v.
Theo Kinh Trường-A-Hàm. Đây là danh hiệu của vị thứ 3 trong 7 vị Phật thời quá khứ, và còn được xem như là thân cuối cùng của vị Phật trong ngàn vị của quá khứ trang nghiêm kiếp. Từ thời nay trở về 31 kiếp trước, khi con người có tuổi thọ 60.000, ngài đã hạ sinh tại Thành Vô Dụ (無喩). Ngài xuất thân dòng dõi Sát Đế Lợi (刹帝利), họ là Kiều Trần Như (憍陳如), cha tên Thiện Đăng (善燈, tức Tu Ba La Đề Hòa [須波羅提和]), mẹ là Xưng Giới (稱戒). Sau ngài thành đạo dưới gốc cây Bà La (婆羅). Ngài thuyết pháp trong hai hội:
- Hội thứ nhất độ được 70.000 người đệ tử.
- Hội thứ hai độ được 60.000 người đệ tử.
Tổng cộng hai hội độ được 130.000 người đệ tử. (Có bản ghi 113.000)
Ngài có hai người đệ tử xuất sắc, một người tên là Phù Du, một người tên là Uất-Đa-Ma. Lại có một người thị giả tên là Tịch Diệt và một người con tên là Diệu Giác.